# Municipio Batallas
Das Municipio Batallas liegt im Departamento La Paz im südamerikanischen Anden-Staat Bolivien.

## Lage im Nahraum
Das Municipio Batallas ist eines von vier Municipios der Provinz Los Andes und liegt im nördlichen Teil der Provinz. Es grenzt im Westen an den Titicacasee und an das Municipio Puerto Pérez, im Süden an das Municipio Pucarani, im Norden an die Provinz Larecaja und im Nordwesten an die Provinz Omasuyos.
Das Municipio hat 52 Ortschaften (localidades), der zentrale Ort des Municipios ist Batallas mit 2257 Einwohnern (Volkszählung 2012) im westlichen Teil des Municipios.

## Geographie
Das Municipio Batallas liegt auf einer mittleren Höhe von 3900 m südöstlich des Titicacasees auf dem bolivianischen Altiplano zwischen den Anden-Gebirgsketten der Cordillera Occidental im Westen und der Cordillera Central im Osten. Die Region weist ein ausgeprägtes Tageszeitenklima auf, bei dem die Temperaturschwankungen im Tagesverlauf deutlicher ausfallen als im Jahresverlauf.
Die mittlere Jahrestemperatur der Region liegt bei 8,8 °C (siehe Klimadiagramm), die Monatsdurchschnittstemperaturen schwanken nur unwesentlich zwischen 6 °C im Juli und 10 °C im November/Dezember. Der Jahresniederschlag beträgt knapp 600 mm, die Monatsniederschläge liegen zwischen unter 20 mm von Mai bis August und zwischen 100 und 120 mm von Dezember bis Februar.

## Bevölkerung
Die Einwohnerzahl des Municipio Batallas ist zwischen 1992 und 2024 um ein Fünftel angestiegen:
| Jahr | Einwohner | Quelle       |
| ---- | --------- | ------------ |
| 1992 | 17.147    | Volkszählung |
| 2001 | 18.693    | Volkszählung |
| 2012 | 17.284    | Volkszählung |
| 2024 | 20.503    | Volkszählung |

Das Municipio hatte bei der letzten Volkszählung von 2024 eine Bevölkerungsdichte von 27,6 Einwohnern/km², die Lebenserwartung der Neugeborenen lag im Jahr 2001 bei 60,4 Jahren, die Säuglingssterblichkeit war von 6,0 Prozent (1992) auf 7,1 Prozent im Jahr 2001 leicht gestiegen.
Der Alphabetisierungsgrad bei den über 19-Jährigen beträgt 74,1 Prozent, und zwar 88,0 Prozent bei Männern und 61,9 Prozent bei Frauen (2001).
66,8 Prozent der Bevölkerung sprechen Spanisch, 93,9 Prozent sprechen Aymara, und 0,2 Prozent Quechua. (2001)
60,3 Prozent der Bevölkerung haben keinen Zugang zu Elektrizität, 66,0 Prozent leben ohne sanitäre Einrichtung (2001).
60,3 Prozent der insgesamt 5.118 Haushalte besitzen ein Radio, 15,9 Prozent einen Fernseher, 35,5 Prozent ein Fahrrad, 0,9 Prozent ein Motorrad, 2,9 Prozent ein Auto, 0,6 Prozent einen Kühlschrank und 1,3 Prozent ein Telefon. (2001)

## Politik
Ergebnis der Regionalwahlen (concejales del municipio) vom 4. April 2010:
| Wahlberechtigte |  | Stimmen | gültig |  | MSM    | MAS-IPSP | M.P.S. | FPV    |
| --------------- |  | ------- | ------ |  | ------ | -------- | ------ | ------ |
| 8.858           |  | 8.160   | 5.731  |  | 2.084  | 2.038    | 973    | 636    |
|                 |  | 92,1 %  | 70,2 % |  | 36,4 % | 35,6 %   | 17,0 % | 11,1 % |

Ergebnis der Regionalwahlen (elecciones de autoridades políticas) vom 7. März 2021:
| Wahl- berechtigte |  | Wahl- beteiligung | gültige Stimmen |  | J.A.LLALLA.L.P. | MAS-IPSP | MTS    | PDC    | PBCSP  | SOL.BO | C-A    |
| ----------------- |  | ----------------- | --------------- |  | --------------- | -------- | ------ | ------ | ------ | ------ | ------ |
| 10.912            |  | 10.000            | 8.379           |  | 3.639           | 3.362    | 400    | 367    | 154    | 111    | 75     |
|                   |  | 91,64 %           | 83,79 %         |  | 43,43 %         | 40,12 %  | 4,77 % | 4,38 % | 1,84 % | 1,32 % | 0,90 % |

## Gliederung
Das Municipio untergliederte sich bei der letzten Volkszählung von 2012 in die folgenden neun Kantone (cantones):
- 02-1203-01 Kanton Batallas – 18 Ortschaften – 7.046 Einwohner
- 02-1203-02 Kanton Peñas – 4 Ortschaften – 1.241 Einwohner
- 02-1203-03 Kanton Villa San Juan de Chachacomani – 7 Ortschaften – 1.245 Einwohner
- 02-1203-04 Kanton Kerani – 7 Ortschaften – 1.934 Einwohner
- 02-1203-05 Kanton Karhuiza – 1 Ortschaft – 1.034 Einwohner
- 02-1203-06 Kanton Villa Remedios de Calasaya – 4 Ortschaften – 1.289 Einwohner
- 02-1203-07 Kanton Villa Asuncion Tuquia – 8 Ortschaften – 2.330 Einwohner
- 02-1203-08 Kanton Huancané – 2 Ortschaften – 1.094 Einwohner
- 02-1203-13 Kanton Llasaraya – 1 Ortschaft – 71 Einwohner

Der Kanton Llasaraya (auch Huayni Potosí) war bis in die 1990er Jahre Bestandteil des Municipio Pucarani, gehört inzwischen jedoch zum Municipio Batallas.

## Ortschaften im Municipio Batallas
- Kanton Batallas
  - Batallas 2257 Einw. – Chirapaca 851 Einw. – Cullucachi 656 Einw. – Pariri 543 Einw. – Catacora 537 Einw. – Cutusuma 448 Einw.

- Kanton Peñas
  - Peñas 393 Einw.

- Kanton Villa San Juan de Chachacomani
  - Chachacomani 255 Einw.

- Kanton Kerani
  - Alto Peñas 712 Einw. – Kerani 209 Einw.

- Kanton Karhuiza
  - Karhuiza 1034 Einw.

- Kanton Villa Remedios de Calasaya
  - Calasaya 521 Einw.

- Kanton Villa Asuncion Tuquia
  - Suriquiña 568 Einw. – Tuquia 516 Einw.

- Kanton Huancané
  - Igachi 720 Einw. – Huancané 374 Einw.

- Kanton Llasaraya
  - Llasaraya 71 Einw.